# エクソンモービル
エクソンモービル（英: Exxon Mobil Corporation）は、1863年設立のスタンダード・オイル等を起源として、1999年に設立されたアメリカ合衆国の総合エネルギー企業である。テキサス州に本社を置く石油メジャー最大手であり、スーパーメジャーと呼ばれる6社の内の一社である。

## 概要
エクソンモービルは世界200か国以上で事業を展開している。21か国に38の石油精製所を展開し、毎日の石油精製量は630万バレルである。エクソンモービルが保有している石油埋蔵量は2007年末で720億バレル換算とされ、現在の生産量で14年以上持つと予想される。
前身であるエクソン(en:Exxon)とモービル(en:Mobil)は、ともに第二次世界大戦後から1960年代まで、石油の生産をほぼ独占状態に置いた「セブン・シスターズ」と呼ばれる国際石油資本（メジャー）の1つであった。特にエクソンは、かつてギネス世界記録で「売り上げ最大の企業」として認定されていた（1979年は79,106.471 Million US$、1984年は90,854 Million US$）ことがある。
元々は2社とも、ジョン・ロックフェラーが1870年に設立したスタンダード・オイルの流れを汲む企業である。スタンダード・オイルは、1911年、 アメリカ連邦最高裁により独占禁止法違反で解体命令が出され、34社に分割する判決が下された。
分割された34社のうち、ジャージースタンダード（スタンダード石油会社ニュージャージー）が最終的にエクソンに、ソコニー（スタンダード石油会社ニューヨーク）が最終的にモービルになり、1999年に両社が合併してエクソンモービルとなった。現在のエクソンモービルは、エネルギー資源の探鉱・生産、輸送、精製、販売までの事業を垂直統合で一括で行っている。

## 沿革
- 1863年（文久3年） - スタンダード・オイルが設立。
- 1884年（明治17年）3月1日、スタンダード・オイル・ニューヨーク社が横浜に支店を開設。
- 1911年5月15日 - アメリカ連邦最高裁の決定によるスタンダード・オイル分割により、モービルとエクソンの前身会社がそれぞれ独立。
  - スタンダード・オイル・オブ・ニューヨーク (Standard Oil Company of New York) - 通称「ソコニー（Socony）」。のちのソコニー・モービル・オイル（英語版）、モービル・オイル(en:Mobil)。
  - スタンダード・オイル・オブ・ニュージャージー (Standard Oil Company of New Jersey) - 通称「ジャージー・スタンダード (Jersey Standard)」。のちのエクソン(en:Exxon)。

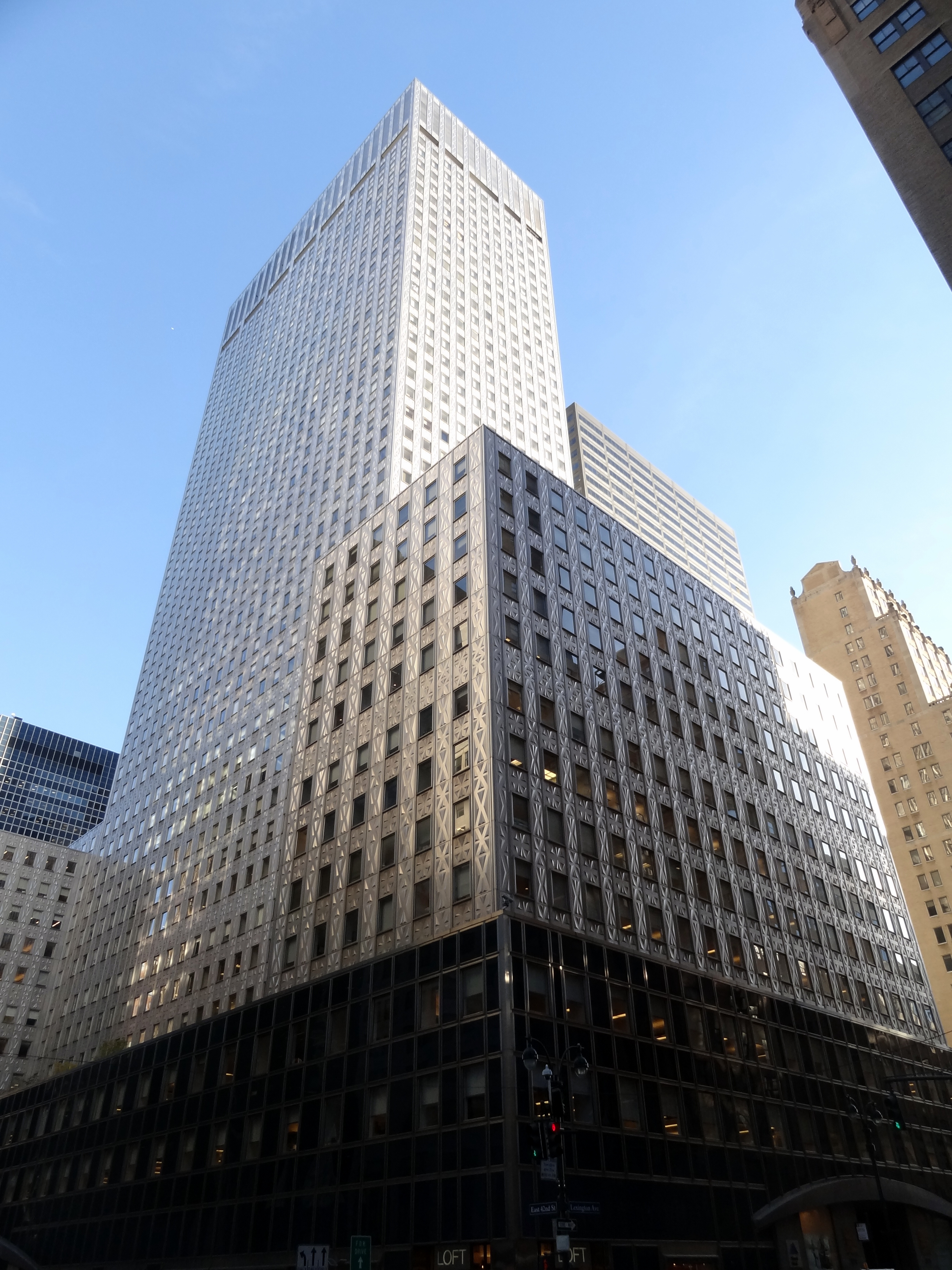
1956年完成のソコニー・モービル・ビルディング（ニューヨーク市西42番通り）。

- 1931年7月30日 - ニューヨーク市でソコニーとヴァキューム・オイル (Vacuum Oil Company) の2社が合併し、ソコニー・ヴァキューム（英語版） が発足。
- 1933年9月7日 - ソコニー・ヴァキュームとジャージー・スタンダードが東アフリカからニュージーランドまでの地域の販売網を統合し、合弁会社スタンダード・ヴァキューム・オイル（英語版）、通称スタンヴァック（Stanvac）を設立。
- 1955年4月29日 - ソコニー・ヴァキュームがソコニー・モービル・オイル（Socony Mobil Oil）に社名変更。
- 1962年4月1日 - スタンダード・ヴァキューム・オイル（スタンヴァック）が解散。
- 1966年5月18日 - ソコニー・モービル・オイルがモービル・オイル（Mobil Oil）に社名変更。
- 1972年11月1日 - ジャージー・スタンダードがエクソン・コーポレーション（Exxon Corporation) に社名変更。
- 1975年3月1日 - この時点におけるエクソンの6大株主は、エクソン社貯蓄プラン（2.38％）、ロックフェラー家（1.97％）、チェース・マンハッタン（1.66％保有。現JPモルガン・チェース）、アレゲーニー社（傘下のInvestors Diversified Services を通して0.88％を保有）、モルガン・ギャランティ・トラスト（0.84％保有。現JPモルガン・チェース）、シティバンク（0.84％）であった[11]。
- 1975年6月18日 -  モービル・オイルがモービル・コーポレーション（Mobil Corporation）に社名変更。
- 1985年6月10日 - 日本法人としてエクソンモービルカタリスト株式会社を設立。
- 1989年3月24日 - エクソン保有のタンカー「エクソン・ヴァルディーズ」がアラスカで約42,000キロリットルの原油流出事故を起こす。
- 1999年11月30日 - エクソンとモービルが合併し、エクソンモービルコーポレーション (Exxon Mobil Corporation) が発足。
- 2022年10月17日- ロシア東部の石油・天然ガス事業サハリン1から完全撤退[12]。同社は3月に撤退の意思を表明していた。

司法への影響
1940年、ソコニー・ヴァキュームの価格設定問題が問題になり、アメリカ連邦最高裁における「アメリカ合衆国対ソコニー・ヴァキューム裁判」判決により、価格カルテルの違法性が公式に認められた。
気候変動への影響
エクソンは自社の事業が気候変動を引き起こしていることを1970年代に知っていたが、対外的には気候変動を否定するロビー活動を行っている。

## 世界ブランド

### エッソ（Esso）

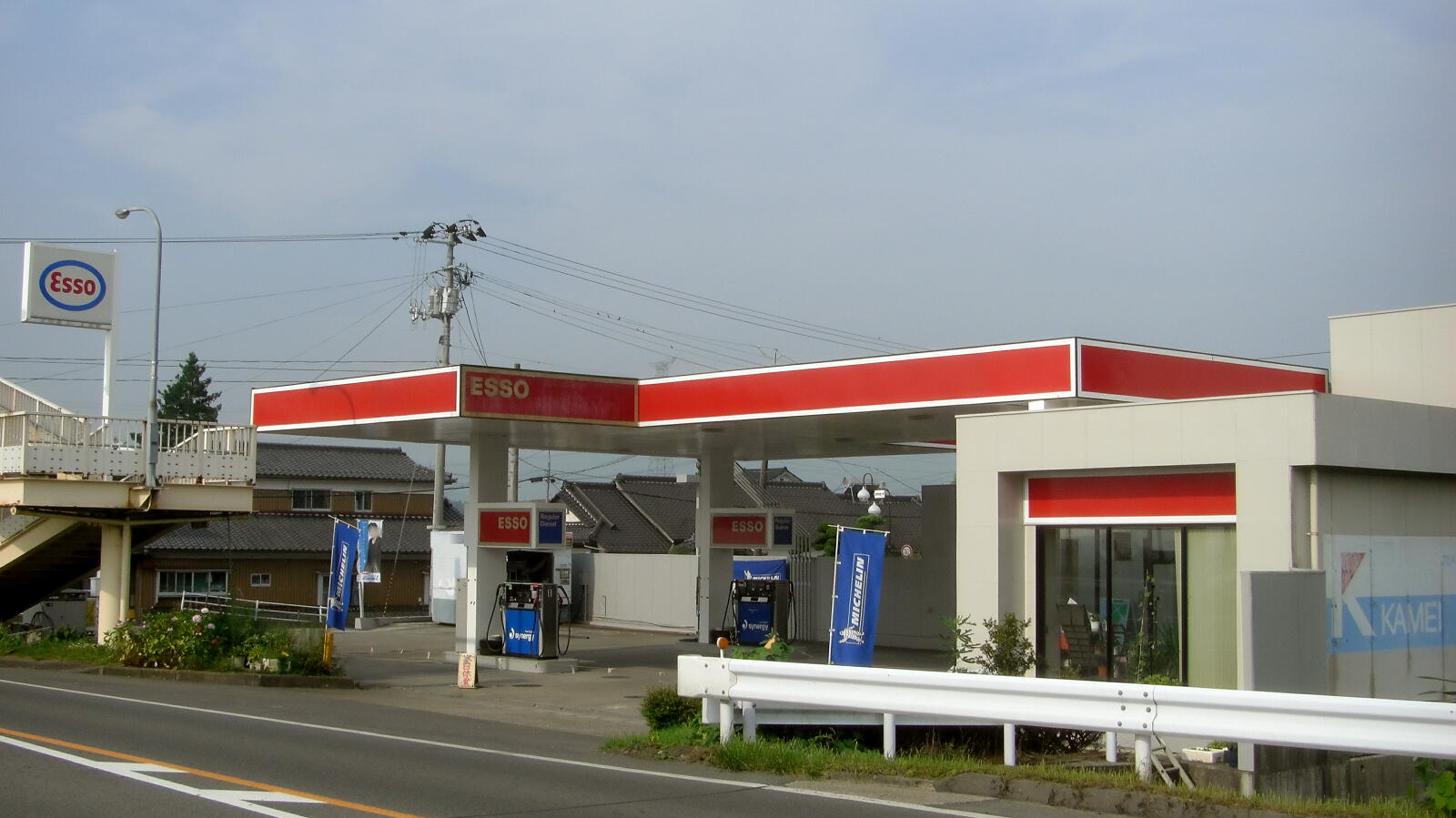
日本の旧エッソ店舗（2008年）

地球を表す楕円形の中に「Esso」（Eastern States Standard Oil の頭文字）の文字が入り、Eは算用数字の3を左右逆にしたような丸みのある字体となる。ペットマークは虎で、「エッソタイガー」ないし「タンゴタイガー」と呼ばれる。
このほか、オリジナルキャラクターとしてオイルのしずくをかたどった「ドロップボーイ」（エッソボーイ/和名：いってきくん）と「ドロップガール」（エッソガール/和名：しずくちゃん）がある。
「Esso」はスタンダード・オイル・トラストが解体された後に誕生したスタンダード・オイル・ニュージャージー（のちのエクソン）の商標であり、 米国東部州のスタンダード・オイル という意味だが、 分割後のスタンダード・オイル各社に当てられた商標「SO」と混同する とされ、現在米国では使用されず、代わりに社名にもなった「EXXON」を使用している。
全米で「Esso」商標が使用できなくなったため、代わりにエナジーコーポレーションを示す「Enco」に改名し、続いて全世界の商標を「Enco」に切り替える計画を立てたが、日本法人（当時のエッソ・スタンダード石油）からの「Enco（エンコ）は日本ではエンジン故障を意味する俗語である」という意見により使用を取り止め、「EXXON（エクソン）」に変更した。
ブランド名変更当初、日本法人もエクソンを名乗る予定であったが、「クソ」という部分が不快に感じるとの配慮から、エッソを商標名とし続けた。
なお「Esso」の商号は、日本では戦前に航空機用潤滑油として一部で使用されてきたが、1961年にスタンヴァック社（スタンダード・ヴァキューム・オイル社）が解体されてエッソ・スタンダード石油が設立された時より本格的に使用された。

### エクソン（EXXON）

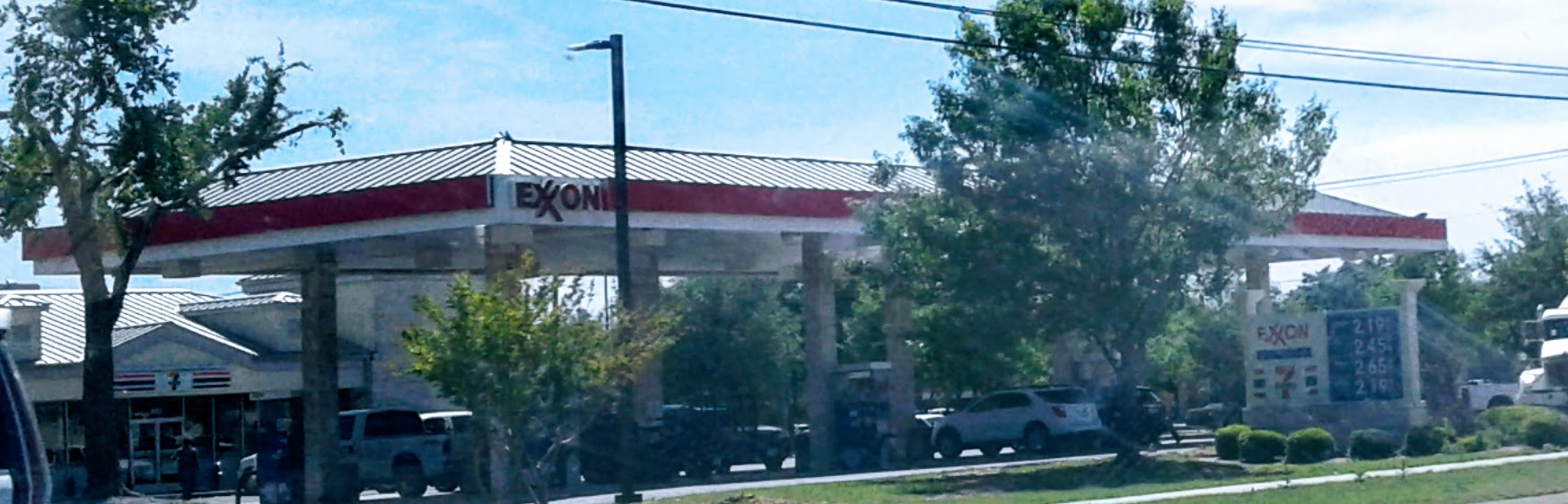
テキサス州の店舗。セブンイレブンを併設する2001年に開店。

Essoの商標は前述の理由でニュージャージー州等以外では使用できなくなった。そこでそれらの地域では、テキサス州等ではHumble、多くの州ではEnco等のブランドで営業していた。しかし、シェルやテキサコ（現:シェブロン）は単一のブランドであるのに、ジャージースタンダードは地域によってブランドが異なっており、全米統一ブランドが求められていた。それにより1973年に誕生したのがEXXONである。なお、日本やカナダなどの諸外国ではエッソのまま営業している国は少なくない。なお、日本では「エッソタイガー」と呼ばれているキャラクターが、エクソンブランドの給油所が展開されている国々では「エッソ」の部分を「エクソン」に置き換えられ、「エクソンタイガー」の名称で呼ばれている。

### モービル（Mobil）
| モービル店舗（2008年、福島県） |  | モービル1 |
| モービル店舗（2008年、福島県） |  | モービル1 |

元来はスタンダード・オイル・トラストの解体時に独立した、ヴァキューム・オイル社が開発した航空機用潤滑油の商標。ライト兄弟が航空機の実験飛行に使用したといわれる。1931年、同社がスタンダード・オイル・オブ・ニューヨーク社（ソコニー）と合併して以来、ソコニー・ヴァキューム社（のちのモービル社）の潤滑油商標となる。日本でも「モービル油」「モービロイル」と呼ばれ、潤滑油の代名詞として知られたが、1960年代に全米・全世界向け同社統一商標として採用され、以降「モービルガソリン」などが販売された。

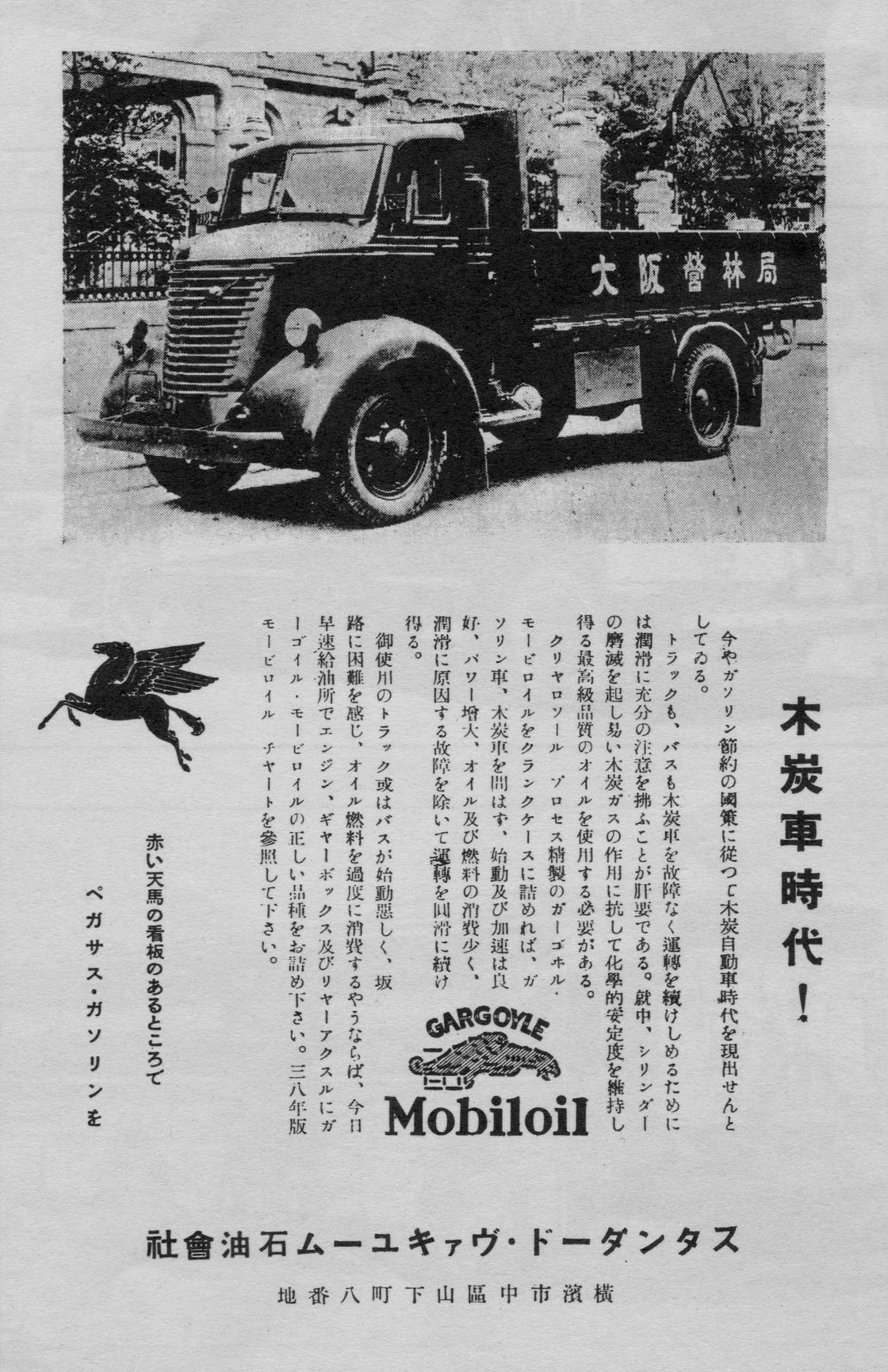
戦前にモービルブランドで営業していたスタンダードヴァキューム社の広告（1938年）

ペットマークは赤いペガサス。スタンダード・オイル・トラスト時代に全米各地でペガサスの商標が使われていたが、現在の商標はソコニー誕生後に日本の横浜で誕生したもの。日本では戦前からペガサスマークをガソリンスタンドに掲げており、同スタンドで販売されるガソリンは長年「ペガサスガソリン」と呼ばれた（戦後、ガソリンの名称は本国同様に「モービルガス」に改められている）。
又、日本国内では「モービロイル」の文字が書かれた防火壁が一般的で、給油所のカラーリングが空色だった1967年（昭和42年）頃までに建造された多くの給油所で、サービスルーム入り口部分の屋根が鈍角V字形という特徴的な形をした建物が建造されたり、鉄柱を使い取り付けられた円形の傘の様な形をした独特なキャノピー（給油所全体及び計量機を覆う屋根の通称）がガソリンの計量機の上に取り付けられ、それらが赤いペガサスマークと共に、モービルのガソリンスタンドであるという目印の様な役割も果たしていた。そして、それらのサービスルームやキャノピーが残る他ブランドに変更された或いは独自経営となったり、廃業後に廃墟化した給油所（一部は他ブランドや独自経営に変更された後に廃業している）の場合、盛業時（開業当初であり、そのままの運営会社で他ブランドや独自経営に変更されていた場合や、同じ条件で運営会社が変わる等では、変更される前）はモービルブランドの店舗であったと推察される。なお、日本国内でも給油所のカラーリングは後に全店オールホワイトとなり、ENEOSへのブランド変更前の末期には一部店舗でキャノピーが紺色に白のラインが入ったツートンのカラーリングに変更され、運営されていた。

## 日本での事業

### EMGマーケティング
日本での事業は、1961年に設立されたエクソンモービル有限会社（英：Exxon Mobil Y.K.）を中心に運営されていた。石油製品・石油化学製品の販売を主要事業とし、同社を親会社とするエクソンモービル・ジャパングループを展開していた。エクソンモービルのブランドである「エッソ」・「モービル」に加え東燃ゼネラル石油（現・ENEOS）のブランドである「ゼネラル」も展開し、2005年時点でこれら3ブランドのガソリンスタンドを5,917軒展開していた。
2012年の改組によりEMGマーケティング合同会社（英：EMG Marketing G.K.）と改称。当初はエクソンモービルの100%子会社であるエクソンモービル アジア インターナショナル SARLが100%出資している会社であったが、その後、親子関係が逆転し、東燃ゼネラル石油が99%出資し、残りの1%をエクソンモービルの子会社が出資する形となった。2017年1月をもって東燃ゼネラル石油に吸収合併され、消滅。
なお、モービルブランドの潤滑油事業に関しては東燃ゼネラル石油の子会社として設立されたEMGルブリカンツが承継し、東燃ゼネラル石油がJXエネルギーと統合されJXTGエネルギー（現・ENEOS）となったことに伴い、ENEOSの子会社となった同社が輸入・販売を継続していたが、2022年3月31日を以て国内販売契約は満了し、4月よりエクソンモービル・ジャパン合同会社での販売に変更された。

### エクソンモービルカタリスト
エクソンモービルカタリスト株式会社は、石油化学製品及びその他有機化学工業製品、並びに無機化学工業製品の貯蔵、売買及び輸送、第2にエクソンモービル関連会社による石油製品、石油化学製品、液化天然ガス並びにその他製品の販売に関する仲介業、第3にエクソンモービル関連会社のためのエンジニアリングおよびコンストラクション・サービスを運営する企業。1985年に資本金3億円で設立。2012年5月に組織再編し、EMGマーケティング合同会社から一部事業を承継しエクソンモービル・ジャパン合同会社として再設立された。当初、東京都千代田区大手町のサンケイビルに本社を置いていたが、1997年に港区港南のWビルに移転。2012年には品川グランドセントラルタワーにオフィスを増設。
傘下にJSR株式会社との合弁会社、日本ブチル株式会社を持つ。

### エクソンモービル・LNG・マーケットディベロプメント
2015年までには、エクソンモービル合同会社と同住所に、日本法人のエクソンモービル・LNG・マーケットディベロプメント・インク（東京都港区港南 品川グランドセントラルタワー、法人番号：8700150005357）が設立されている。

## 関連製品
- モービルスペシャル（鉱物エンジンオイル）
- モービルスーパー（部分化学合成エンジンオイル）
- モービル1（化学合成エンジンオイル）
- モービルCVTF（ギアオイル）
- モービルF1 → シナジーF1（ハイオクガソリン）
- ESSO MOTOR OIL（販売終了）